# Typologi (Bibelen)
 Denne artikel omhandler typologi inden for Bibelen, (GT og NT). Opslagsordet har også en anden betydning, se Typologi.
Typologi: (græsk typos: ”form”, ”mønster”, ”præg”, "forbillede" og logos ”ord”):   jødisk billedsprog fortolket kristent; en forståelse af Kristus, kirken og frelsen som forudgrebet i gammeltestamentlige forbilleder.
Personer og hændelser i Det Gamle Testamente anskues som profetiske forbilleder (typer) for hvad der skulle ske i kirkens liv og historie. 

De fattiges bibel, Biblia Pauperum er opbygget med sådanne typologier, hvor en scene fra Det Nye Testamente (NT) i midten er flankeret af to scener fra Det Gamle Testamente (GT) med en typisk betydning, dvs. som forbilleder for den midterste scene.